# スヴェルドロフ級巡洋艦
| スヴェルドロフ級巡洋艦 | スヴェルドロフ級巡洋艦                    | スヴェルドロフ級巡洋艦              |
| ---------------------- | ----------------------------------------- | ----------------------------------- |
|                        |                                           |                                     |
| 艦級概要               |                                           |                                     |
| 艦種                   | 軽巡洋艦                                  | 軽巡洋艦                            |
| 艦名                   | 人名、地名等                              | 人名、地名等                        |
| 所属                   | ソビエト連邦海軍 · インドネシア海軍       | ソビエト連邦海軍 · インドネシア海軍 |
| 前級                   | チャパエフ級（68K型）                     | チャパエフ級（68K型）               |
| 次級                   | キンダ型（58型）                          | キンダ型（58型）                    |
| 性能諸元               |                                           |                                     |
| 排水量                 | 基準: 13,230 t                            | 基準: 13,230 t                      |
| 排水量                 | 満載: 16,340 t                            |                                     |
| 全長                   | 210 m                                     | 210 m                               |
| 全幅                   | 22.0 m                                    | 22.0 m                              |
| 吃水                   | 7.3 m                                     | 7.3 m                               |
| 機関                   | KV68型重油専焼ボイラー (25 kgf/cm2, 370℃) | 6缶                                 |
| 機関                   | TV-7型蒸気タービン (55,000 hp (41 MW))    | 2基                                 |
| 機関                   | スクリュープロペラ                        | 2軸                                 |
| 速力                   | 最大:32.5 kt                              | 最大:32.5 kt                        |
| 航続距離               | 9,000海里 (16kt巡航時)                    | 9,000海里 (16kt巡航時)              |
| 乗員                   | 1,250名                                   | 1,250名                             |
| 装甲                   | 舷側：100mm（水線部）                     | 舷側：100mm（水線部）               |
| 装甲                   | 甲板：50mm（主甲板）                      |                                     |
| 装甲                   | バーベット部：75mm                        |                                     |
| 装甲                   | 司令塔：150mm                             |                                     |
| 兵装                   | Mk.5 bis 152mm 3連装砲                    | 4基                                 |
| 兵装                   | SM-5-1bis 100mm連装砲                     | 6基                                 |
| 兵装                   | V-11M 37mm連装機銃                        | 16基                                |
| 兵装                   | 533mm五連装魚雷発射管                     | 2基                                 |
| 兵装                   | 機雷×68～132発 (搭載機種による)           |                                     |
| GFCS                   | モルニアATs-68bis (152mm砲用)             | 2基                                 |
| GFCS                   | ヤーコリM (100mm砲・37mm機銃用)           | 2基                                 |
| レーダー               | ギューイス2対空・対水上捜索用             | 1基                                 |
| レーダー               | キーリ 対空・対水上捜索用                 | 1基                                 |
| レーダー               | P-500 対空・対水上捜索用                  | 1基                                 |
| レーダー               | リーフ 対水上捜索用                       | 1基                                 |
| ソナー                 | タミール-5N                               | 1基                                 |

スヴェルドロフ級巡洋艦（スヴェルドロフきゅうじゅんようかん、Sverdlov-class cruiser）は、ソビエト連邦海軍が運用していた軽巡洋艦の艦級。ソ連海軍での正式名は68bis型軽巡洋艦（露: Лёгкие крейсера проекта 68-бис）。
ソ連海軍最後の砲装型巡洋艦であり、ソビエト連邦政治指導部の方針混乱の中にあって計画は度々変更されたが、最終的に1952年から1955年にかけて14隻が建造された。1960年代に1隻が退役、1隻がインドネシア海軍に移譲されたが、残る各艦はソ連海軍での就役を継続したのち、1992年までに運用を終了した。

## 来歴
チャパエフ級（68型）の発展型の開発計画は、1939年より開始されていたが、同級の建造と同様、1941年の独ソ戦の勃発を受けて棚上げされていた。大戦終結後、ソ連海軍はスターリングラード級重巡洋艦（82型）4隻、チャパエフ級軽巡洋艦（68型）5隻、本級7隻、65型軽巡洋艦18隻の整備を計画したが、巡洋艦の砲熕火力を重視するヨシフ・スターリン書記長の指導により65型の開発は中止され、82型重巡洋艦と本級の優先度が繰り上がったことから、本級の建造数は25隻に増加した。しかしその後も、アメリカ海軍の203mm砲搭載巡洋艦に対抗するため220mm砲搭載の66型中巡洋艦が計画され、1951年に戦術・技術規則が承認されたにもかかわらず、工業界の資源不足を受けて1953年には中止されるなど、巡洋艦戦力の整備方針は二転三転した。
1947年1月、第16中央設計局は船体の製造に新しい溶接技術の採用を、また第34中央設計局は152mm砲塔を遠隔操作可能なタイプとすることとした。1948年、まずムィコラーイウの第444造船所で「ジェルジンスキー」が起工された。しかしこれは溶接技術のテストベッドとしての性格が強く、その経験をもとにした溶接技術と製鋼法の改良の上で、1949年10月、レニングラードの第189造船所において、ネームシップとなる「スヴェルドロフ」が起工された。

## 設計・装備
船型は68K型を踏襲して長船首楼型とされたが、建造にあたっては、ソ連軍艦としては初の全溶接構造を採用している。素材としては、耐力30kgf/mm2の高張力鋼であるSHL-4型鋼が用いられているが、「ジェルジンスキー」を起工した段階ではまだ質が悪く、後に製造方法の改良の上で、船底や舷側は全て張り替えとなっている。しかし溶接技術の導入により、船台上での建造期間は40％短縮され、また船殻重量も計画より290～450トン軽量化された。主機関は68K型のものが踏襲されており、機関配置も同様のシフト配置とされている。
主砲としては、やはり68K型と同様に、B-38型 58口径152mm砲（射程31.5 km、発射速度7.5発/分）を3連装砲塔に配して搭載するが、この砲塔は、68K型のMk.5をもとに遠隔操作に対応するなどした改良型のMk.5 bis型とされた。また砲射撃指揮装置（GFCS）も、68K型で搭載された光学式のモチブG型から、第303研究所が本級用に開発したレーダー搭載のモルニアATs-68bis型に変更された。このGFCSは主装置・予備装置・砲塔内部装置から構成されていて、非常時には砲塔内部装置を利用しての砲側射撃も可能である。高角機銃としては、68K型と同じくV-11 37mm連装機銃が搭載され、そのGFCSとしては、やはりレーダー搭載のヤーコリM型が用いられた。後に、新型のSM-20 ZIF-68-1型 45mm4連装砲を搭載する68bis-ZIF型の新規建造が計画されたが、巡洋艦をさらに増勢した場合の維持コストを憂慮したフルシチョフの指示によって、これは中止された。

### 改装
本級は、下記のように非常に多様な改装が計画・実施されたことで知られている。

#### 68U型 (指揮艦型)

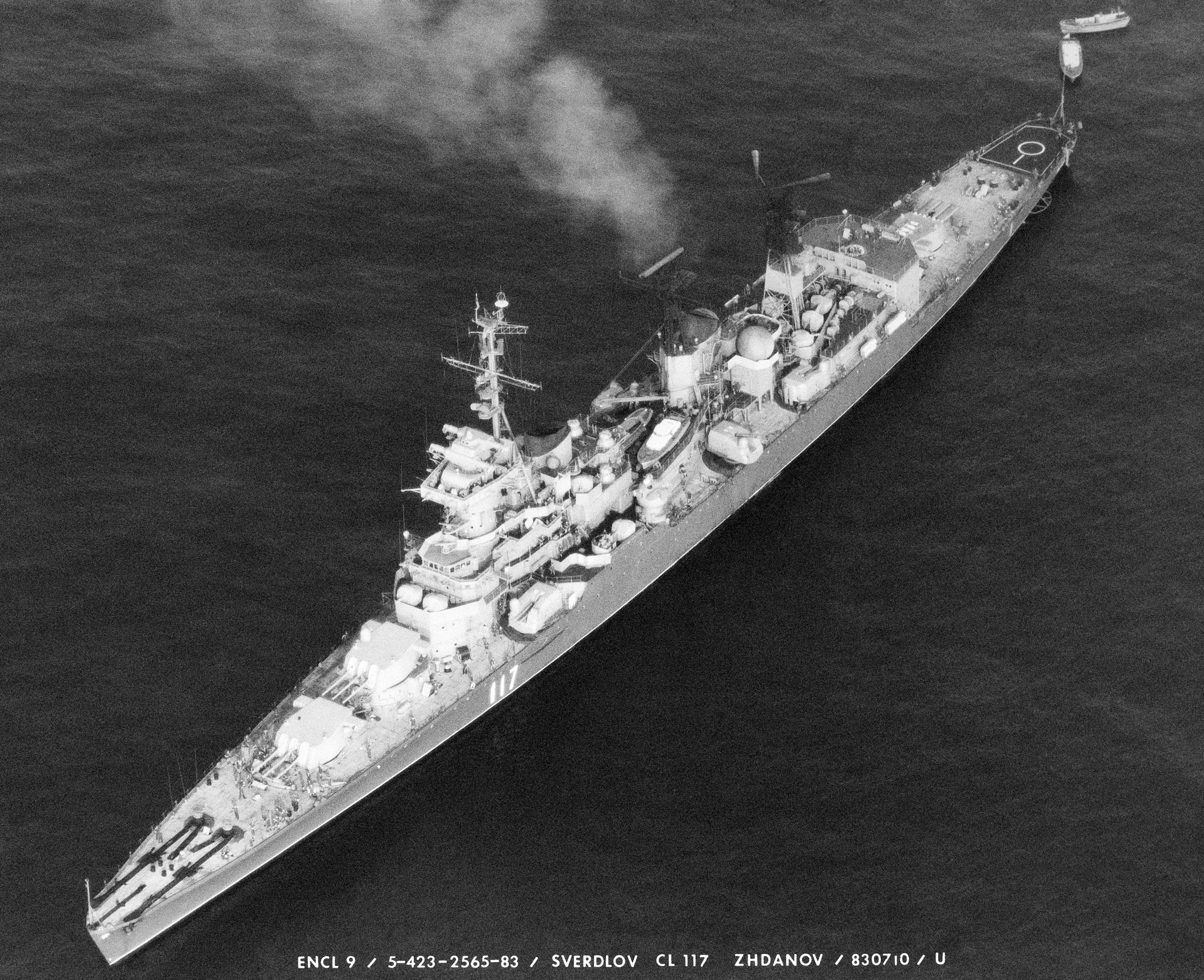
68U2型「ジュダノフ」。

1963年10月、セルゲイ・ゴルシコフ海軍総司令官は、本級のうち2隻を北方艦隊・太平洋艦隊用の指揮艦（嚮導艦）に改造するよう指令した。これに対応した68U号計画は、1965年7月に最終的な承認を受けた。この計画では、通信設備が大幅に増強されるとともに、3・4番砲塔が撤去され、かわって4K33 オサーM個艦防空ミサイル・システムと航空艤装（Ka-25哨戒ヘリコプター1機分のハンガーおよびヘリコプター甲板）が設けられることとなっていた。
改装対象としては「ジュダノフ」および「アドミラル・セニャーウィン」が選ばれた。1965年12月、まずセヴァストーポリで「ジュダノフ」が改修に入ったが、4番砲塔を撤去する段階になって、黒海艦隊司令部兵器局が「政府の命令なしでは承服できない」と強硬に反対し、武装警備員を艦の周囲に配置して抵抗したため、最終的に、4番砲塔を温存するかわりにハンガーは設けられず、ヘリコプターは露天係止で運用されることとなった。また同艦の改装途上で、68A型と同様にAK-230の装備が決定され、同艦ではAK-230×4基およびMR-104型GFCS×2基が搭載された。これを盛り込んだ計画名は68U2型と呼称された。一方、「アドミラル・セニャーウィン」は当初の計画通りの航空艤装とAK-230×8基およびMR-104型GFCS×4基が搭載され、こちらは68U1型と呼称された。

#### 68A型 (近接防空力強化型)
1960年代から1980年代にかけて、68A号計画に基づき、「アドミラル・ウシャコーフ」、「アレクサンドル・スヴォーロフ」、「オクチャーブリスカヤ・レヴォリューツィヤ」、「ミハイル・クトゥーゾフ」にAK-230 30mm機銃とこれを管制するGFCSが搭載された。なお後期の改造艦では、新型のAK-630が採用されたともされている

#### 70E型 (防空艦型)
1955年、第16設計局は、本級を防空艦に改装する70E号計画の策定の承認を受けた。これは、3番砲塔と後部機銃、魚雷発射管とバーターに、のちのU-2撃墜事件で有名になったS-75M地対空ミサイルの艦対空ミサイル版であるM-2「ヴォールホフM」（SA-N-2）のSM-64型連装発射機を搭載するものであった。改装対象としては「ジェルジンスキー」が選ばれ、1957年6月から1958年9月にかけて改造工事が行われ、洋上公試ののち、1959年4月より本格的なミサイルの発射試験が開始された。なおこれにより、同艦はソ連初の艦対空ミサイル搭載艦となっている。海軍はM-2を高く評価したものの、発射速度の遅さなどから発射機の複数装備が必要と考えられた。70E型をもとに、砲塔をすべてSM-64型に改装して4基を搭載した70型の計画もなされたが、艦対空ミサイルのみという兵装のアンバランスさが指摘されて、計画は中止された。またその後、M-2搭載艦として、やはり68bis型からの改装艦として64型、71型も計画されたが、これらも中止された。

## 配備
巡洋艦の砲熕火力を重視したスターリンは1953年3月5日に死去し、またこの時期には冷戦のグローバル化が進んでいたこともあり、まもなく最高指導者となったニキータ・フルシチョフは、西側の優勢な海軍力を阻止するためには、従来の砲熕火力主体の水上戦闘艦隊ではなく、対艦ミサイル火力と潜水艦戦力に期待するべきであるとの方針を採った(もちろん火砲も更に増産されたが)。このため、スターリン時代に推進されていた砲装型巡洋艦の計画は変化した。一方で本級は、建造数を14隻に減らしつつも生き残った。これは大きさが手頃で、改造や近代化に適していたためと考えられており、実際、上記の通り、様々な改装が行われている。
「オルジョニキーゼ」は、1956年にイギリスの潜水士ライオネル・クラブの諜報事件に関係したのち、1960年、インドネシアに移譲されることとなった。これに伴い、1962年より熱帯海域での活動に必要な改装が行われたが、これはソ連海軍にとっても貴重な資料となった。また「アドミラール・ナヒーモフ」は1960年に退役し、水中核爆発等を想定した標的艦として用いられたのちに解体された。これらを除く各艦はその後も運用を継続したのち、1980年代終盤から1990年代初頭にかけて除籍解体され、「ミハイル・クトゥーゾフ」1隻がノヴォロシースクで記念艦として保存されている。なお、世界最初のミサイル巡洋艦であるボストン級がアメリカ海軍に改装艦として竣工したのは、1番艦「スヴェルドロフ」が新造艦として竣工したのと同じ1952年であった。
| 設計       | #   | 艦名                                                                                       | 起工                                     | 竣工                                                       | 配備先                                                     | 除籍                                                                                               | その後                                                                                             |
| ---------- | --- | ------------------------------------------------------------------------------------------ | ---------------------------------------- | ---------------------------------------------------------- | ---------------------------------------------------------- | -------------------------------------------------------------------------------------------------- | -------------------------------------------------------------------------------------------------- |
| 68bis      | 408 | スヴェルドロフ «Свердлов»                                                                  | 1949年10月                               | 1952年5月                                                  | 第4艦隊                                                    | 1989年5月                                                                                          | 1990年、インドに売却解体。                                                                         |
| 68bis      | 374 | ジェルジンスキー «Дзержинский»                                                             | 1948年12月                               | 1952年8月                                                  | 黒海艦隊                                                   | 1988年10月                                                                                         | 1988年12月9日解体。                                                                                |
| 68bis      | 600 | オルジョニキーゼ «Орджоникидзе»                                                            | 1949年10月                               | 1952年6月                                                  | 第4艦隊                                                    | 1963年1月                                                                                          | 1963年1月よりインドネシア海軍「イリアン」として再就役、 1972年除籍、台灣に売却解体。               |
| 68bis      | 419 | ジュダノフ «Жданов»                                                                        | 1950年2月                                | 1952年12月                                                 | 第8艦隊                                                    | 1990年4月                                                                                          | 1991年、インドに売却解体。                                                                         |
| 68bis      | 625 | アレクサンドル・ネフスキー «Александр Невский»                                             | 1950年5月                                | 1952年12月                                                 | 北洋艦隊                                                   | 1989年5月                                                                                          | 解体                                                                                               |
| 68bis      | 375 | アドミラール・ナヒーモフ «Адмирал Нахимов»                                                 | 1950年6月                                | 1953年3月                                                  | 黒海艦隊                                                   | 1960年7月                                                                                          | 標的艦として用いられた後解体。                                                                     |
| 68bis      | 420 | アドミラール・ウシャコフ «Адмирал Ушаков»                                                  | 1950年8月                                | 1953年9月                                                  | 第8艦隊 →黒海艦隊                                          | 1987年9月                                                                                          | 1992年、インドに売却解体。                                                                         |
| 68bis      | 626 | アドミラール・ラザレフ «Адмирал Лазарев»                                                   | 1951年12月                               | 1953年12月                                                 | 第8艦隊 →北洋艦隊 →太平洋艦隊                              | 1986年10月                                                                                         | 1991年、インドに売却解体。                                                                         |
| 68bis      | 436 | アレクサンドル・スヴォーロフ «Александр Суворов»                                           | 1951年2月                                | 1953年12月                                                 | 第8艦隊 →太平洋艦隊                                        | 1989年12月                                                                                         | 1991年、インドに売却解体。                                                                         |
| 68bis      | 437 | アドミラール・セニャーヴィン «Адмирал Сенявин»                                             | 1951年10月                               | 1954年11月                                                 | 第4艦隊 →太平洋艦隊                                        | 1989年5月                                                                                          | 1992年、インドに売却解体。                                                                         |
| 68bis      | 301 | モロトフスク «Молотовск»→オクチャーブリスカヤ・ レヴォリューツィヤ «Октябрьская Революция» | 1952年7月                                | 1954年11月                                                 | 北洋艦隊 →バルチック艦隊                                   | 1987年9月                                                                                          | 1988年売却解体                                                                                     |
| 68bis      | 385 | ミハイル・クトゥーゾフ «Михаил Кутузов»                                                    | 1951年2月                                | 1954年12月                                                 | 黒海艦隊                                                   | 1989年に予備役編入、2001年8月に黒海艦隊博物館の分館に類別、 ノヴォロシースクで記念艦として一般公開 | 1989年に予備役編入、2001年8月に黒海艦隊博物館の分館に類別、 ノヴォロシースクで記念艦として一般公開 |
| 68bis      | 445 | ドミートリー・ポジャールスキー «Дмитрий Пожарский»                                         | 1952年3月                                | 1954年12月                                                 | 北洋艦隊 →太平洋艦隊                                       | 1987年3月                                                                                          | 1990年、インドに売却解体。                                                                         |
| 68bis      | 302 | ムルマンスク «Мурманск»                                                                    | 1953年1月                                | 1955年9月                                                  | 北洋艦隊                                                   | 1992年7月                                                                                          | 1994年、インドに売却。 回航途上にノルウェー沖で座礁、同地に放棄。 2012-2013年にかけ解体撤去。      |
| 68bis -ZIF | 453 | クロンシュタット «Кронштадт                                                                | 1953年4月                                | 進水後建造中止、鋼材に                                     | 進水後建造中止、鋼材に                                     | 進水後建造中止、鋼材に                                                                             | 進水後建造中止、鋼材に                                                                             |
| 68bis -ZIF | 454 | タリン «Таллин»                                                                            | 1953年9月                                | 進水後建造中止、鋼材に                                     | 進水後建造中止、鋼材に                                     | 進水後建造中止、鋼材に                                                                             | 進水後建造中止、鋼材に                                                                             |
| 68bis -ZIF | 460 | ヴァリャーク «Варяг»                                                                       | 1954年2月                                | 進水後建造中止、鋼材に                                     | 進水後建造中止、鋼材に                                     | 進水後建造中止、鋼材に                                                                             | 進水後建造中止、鋼材に                                                                             |
| 68bis -ZIF | 627 | シチェルバコーフ «Щербаков»                                                                | 1951年6月                                | 進水後建造中止、鋼材に                                     | 進水後建造中止、鋼材に                                     | 進水後建造中止、鋼材に                                                                             | 進水後建造中止、鋼材に                                                                             |
| 68bis -ZIF | 395 | アドミラール・コルニーロフ «Адмирал Корнилов»                                              | 1951年11月                               | 進水後建造中止、鋼材に                                     | 進水後建造中止、鋼材に                                     | 進水後建造中止、鋼材に                                                                             | 進水後建造中止、鋼材に                                                                             |
| 68bis -ZIF | 303 | アルハンゲリスク «Архангельск»                                                             | 1954年4月                                | 建造中止、鋼材に                                           | 建造中止、鋼材に                                           | 建造中止、鋼材に                                                                                   | 建造中止、鋼材に                                                                                   |
| 68bis -ZIF | 304 | ウラジオストク «Владивосток»                                                               | 1954年5月                                | 建造中止、鋼材に                                           | 建造中止、鋼材に                                           | 建造中止、鋼材に                                                                                   | 建造中止、鋼材に                                                                                   |
| 68bis -ZIF | 628 | クジマ・ミーニン «Козьма Минин»                                                            | 1952年6月                                | 68bis型に設計変更され、「ムルマンスク」（302）として建造。 | 68bis型に設計変更され、「ムルマンスク」（302）として建造。 | 68bis型に設計変更され、「ムルマンスク」（302）として建造。                                         | 68bis型に設計変更され、「ムルマンスク」（302）として建造。                                         |
| 68bis -ZIF | 629 | ドミートリー・ドンスコイ «Дмитрий Донской»                                                 | 1953年4月                                | 68bis型に設計変更され、「モロトフスク」（301）として建造。 | 68bis型に設計変更され、「モロトフスク」（301）として建造。 | 68bis型に設計変更され、「モロトフスク」（301）として建造。                                         | 68bis型に設計変更され、「モロトフスク」（301）として建造。                                         |
| 68bis -ZIF | 470 | 建造番号付与のみ、艦名未定のまま起工中止                                                   | 建造番号付与のみ、艦名未定のまま起工中止 | 建造番号付与のみ、艦名未定のまま起工中止                   | 建造番号付与のみ、艦名未定のまま起工中止                   | 建造番号付与のみ、艦名未定のまま起工中止                                                           | 建造番号付与のみ、艦名未定のまま起工中止                                                           |
| 68bis -ZIF | 631 | 建造番号付与のみ、艦名未定のまま起工中止                                                   | 建造番号付与のみ、艦名未定のまま起工中止 | 建造番号付与のみ、艦名未定のまま起工中止                   | 建造番号付与のみ、艦名未定のまま起工中止                   | 建造番号付与のみ、艦名未定のまま起工中止                                                           | 建造番号付与のみ、艦名未定のまま起工中止                                                           |
| 68bis -ZIF | 396 | 建造番号付与のみ、艦名未定のまま起工中止                                                   | 建造番号付与のみ、艦名未定のまま起工中止 | 建造番号付与のみ、艦名未定のまま起工中止                   | 建造番号付与のみ、艦名未定のまま起工中止                   | 建造番号付与のみ、艦名未定のまま起工中止                                                           | 建造番号付与のみ、艦名未定のまま起工中止                                                           |
| 68bis -ZIF | 705 | 建造番号付与のみ、艦名未定のまま起工中止                                                   | 建造番号付与のみ、艦名未定のまま起工中止 | 建造番号付与のみ、艦名未定のまま起工中止                   | 建造番号付与のみ、艦名未定のまま起工中止                   | 建造番号付与のみ、艦名未定のまま起工中止                                                           | 建造番号付与のみ、艦名未定のまま起工中止                                                           |